# 대한민국 헌법 제1장
대한민국 헌법 제1장 총강은 대한민국 헌법의 총강이다.

## 구성
- 제1조 국호·정치체제·국가형태·주권
- 제2조 국민의 요건과 국가의 재외국민 보호 의무
- 제3조 영토
- 제4조 통일
- 제5조 침략적 전쟁의 부인과 국군의 사명 및 정치적 중립성의 준수
- 제6조 조약 및 국제법규의 효력과 외국인의 법적 지위
- 제7조 공무원의 지위·책임·신분·정치적 중립성
- 제8조 정당 설립의 자유·복수정당제·요건
- 제9조 전통문화의 계승·발전과 민족문화 창달의 노력 의무

## 총강
헌법은 일반적으로 총강으로 시작하지만, 총강이 없는 경우도 많다. 다만 벨기에·노르웨이·캐나다는 총강을 후반부에 위치시키고 있다. 총강은 국가형태를 규정하며, 세부적인 지방자치 등을 규정하는 경우도 있지만 드물다. 대한민국 헌법의 총강에서는 영토와 국적을 규정하고 있지만, 이는 특수한 경우에 해당한다. 수도와 공용어, 국기 등의 국가상징 등을 규정하는 경우도 있다.

## 같이 보기
- 대한민국 헌법
- 신행정수도법 위헌 확인 결정